# Robert-Joseph Coffy
Robert Joseph Coffy (24 de outubro de 1920 - 15 de julho de 1995) foi um cardeal católico romano e arcebispo de Marselha.

## Início da vida e educação
Entrou no seminário em Lyon e foi ordenado sacerdote em 28 de outubro de 1944. Em 1946, ele realizou um trabalho pastoral em Annecy em 1946. Ensinou como membro do corpo docente onde aprendera em 1948. Na diocese de Annecy, ele era transferiu-se para ser um membro do corpo docente do seu seminário maior de 1949 até 1952, tornando-se seu reitor em 1952.

## Episcopado
Ele foi nomeado Bispo de Gap pelo Papa Paulo VI em 1967. Ele foi nomeado para a sede metropolitana de Albi em 15 de junho de 1974. Ele foi transferido para a Arquidiocese de Marselha pelo Papa João Paulo II em 13 de abril de 1985.

## Cardinalizado
Arcebispo Coffy foi criado Cardeal-Sacerdote de San Luigi Maria Grignion de Montfort no consistório de 28 de junho de 1991. Ele renunciou ao governo da arquidiocese em 1995, morrendo logo depois.